# Symbolanthus nerioides
Symbolanthus nerioides är en gentianaväxtart som först beskrevs av August Heinrich Rudolf Grisebach, och fick sitt nu gällande namn av Joseph Andorfer Ewan. Symbolanthus nerioides ingår i släktet Symbolanthus och familjen gentianaväxter. Inga underarter finns listade i Catalogue of Life.